# Комора доктора медицине Републике Српске
Комора доктора медицине Републике Српске је самостална професионална организација доктора медицине у Републици Српској.
Предсједник Коморе је доц. др Момчило Биуковић.

## Оснивање
Народна скупштина Републике Српске је 9. новембра 2001. године донијела Закон о Здравственој комори Републике Српске на основу којег је формирана јединствена Здравствена комора Републике Српске коју су чинила три вијећа: Вијеће доктора медицине, Вијеће доктора стоматологије и Вијеће дипломираних фармацеута. Иницијативу за оснивање Коморе покренуло је Друштво доктора медицине Републике Српске.
Одржани су зборови у осам регија (Бања Лука, Приједор, Добој, Бијељина, Зворник, Требиње, Србиње, Српско Сарајево) и изабрано 25 представника за свако вијеће. Тако је формирана Оснивачка скупштина коморе на којој је усвојен Статут, изабрани Извршни и Надзорни одбор, те другостепени Суд части.
Након нешто више од годину дана рада јединствене Здравствене коморе Републике Српске приступило се њеној трансформацији у три засебне коморе. Народна скупштина Републике Српске је 9. априла 2003. године донијела нови Закон о здравственим коморама на основу којег су формиране три засебне коморе: Комора доктора медицине, Комора доктора стоматологије и Фармацеутска комора.

## Дјелатност
Дјелатност Коморе доктора медицине Републике Српске је усмјерена нарочито на:
- издавање увјерења (лиценце) за обављање професионалне дјелатности;
- провјеравање знања и компетентности чланова да се баве својом професијом;
- вођење именика чланова Коморе;
- доношење и усавршавање деонтолошког и етичког кодекса;
- контролисање деонтолошког и етичког нивоа чланова;
- организовање Суда части и утврђивање дисциплинске одговорности чланова;
- унапређење квалитета здравствене заштите;
- утврђивање цијена здравствених услуга и уговарање истих са Фондом здравственог осигурања Републике Српске;
- покретање иницијативе за доношење или измјену закона и других прописа из области здравствене заштите;
- давање мишљења на нацрте и предлоге закона и других прописа из области здравствене заштите;
- давање мишљења надлежном органу на: план и програм специјализације, план и програм приправничког стажа и стручног испита, планове стручног усавршавања, план уписа студената одговарајућег факултета, план мреже здравствених установа, краткорочне и дугорочне планове развоја здравствене заштите;
- изградњу система надзора над стручним и етичким радом чланова, односно осигурање система квалитета рада, путем својих комисија и Суда части;
- давање предлога за добијање звања примаријус и других признања и награда;
- заштиту професионалних и материјалних интереса својих чланова, заштиту угледа и достојанства професије;
- сарадњу са Министарством за послове здравља, здравственим установама и другим организацијама из области здравства, инспекцијама, Фондом здравственог осигурања, удружењима здравствених радника и слично;
- издавачку дјелатност.